# عقد 1170 هـ
عقد 1170 هـ هو الفترة بين عام 1170 إلى 1179 في التقويم الهجري، أي العشر سنوات الثامنة من القرن الحادي عشر الهجري.